# Hoa hậu Chuyển giới Quốc tế 2004
Hoa hậu Chuyển giới Quốc tế 2004 là cuộc thi Hoa hậu Chuyển giới Quốc tế đầu tiên được tổ chức vào 6 tháng 11 năm 2004 tại Pattaya, Thái Lan. Người chiến thắng đầu tiên của cuộc thi là Treechada Petcharat đến từ Thái Lan.

## Kết quả
| Kết quả                          | Thí sinh |
| -------------------------------- | --- |
| Hoa hậu Chuyển giới Quốc tế 2004 | - Thái Lan - Treechada Petcharat |
| Á hậu 1                          | - Ấn Độ - Arisha Rani |
| Á hậu 2                          | - Philippines - Ma. Christina Dandan |
| Top 10                           | - Singapore - Sonia Slizstar - Nhật Bản - Tomo - Hàn Quốc - Choi - Hàn Quốc - Eun Kyung - Philippines - Michelle - Malaysia - Natasha - Philippines - Apple Pie Mendoza |

## Các giải thưởng phụ
| Giải thưởng                 | Thí sinh                         |
| --------------------------- | -------------------------------- |
| Trang phục Dạ hội đẹp nhất  | - Ấn Độ – Arisha Rani            |
| Hoa hậu Ảnh                 | - Đài Loan – Angela              |
| Hoa hậu Thân thiện          | - Đức – Ireen Sue                |
| Trang phục Dân tộc đẹp nhất | - Hàn Quốc – Choi                |
| Trang phục Áo tắm đẹp nhất  | - Thái Lan – Treechada Petcharat |

## Thí sinh tham gia
Cuộc thi tổng cộng có 24 thí sinh tham gia:
| Quốc gia    | Thí Sinh            |
| ----------- | ------------------- |
| Nhật Bản    | Miki Yoshikawa      |
| Nhật Bản    | Fujiko Sakaki       |
| Thái Lan    | Treechada Petcharat |
| Hàn Quốc    | Eun Kyung           |
| Nhật Bản    | Tsukusa Yamazaki    |
| Nhật Bản    | Tomo                |
| Singapore   | Sonia Slizstar      |
| Singapore   | Gia Tamalas         |
| Malaysia    | Natasha             |
| Hàn Quốc    | Choi                |
| Philippines | Apple Pie Mendoza   |
| Indonesia   | Vena                |
| Đức         | Ireen Sue           |
| Indonesia   | Chenny Han          |
| Đài Loan    | Cher                |
| Indonesia   | Megie               |
| Ấn Độ       | Arisha Rani         |
| Pháp        | Sylvie Iynn         |
| Đài Loan    | Angela              |
| Lào         | Sendgao             |
| Hồng Kông   | Yan                 |
| Philippines | Michelle            |
| Philippines | Ma.Cristina Dandan  |
| Singapore   | Jesse               |

## Chú ý

### Tham gia lần đầu
- Pháp
- Đức
- Malaysia
- Đài Loan
- Ấn Độ
- Hồng Kông
- Thái Lan
- Nhật Bản
- Philippines
- Hàn Quốc
- Lào
- Singapore